# Bếp ga

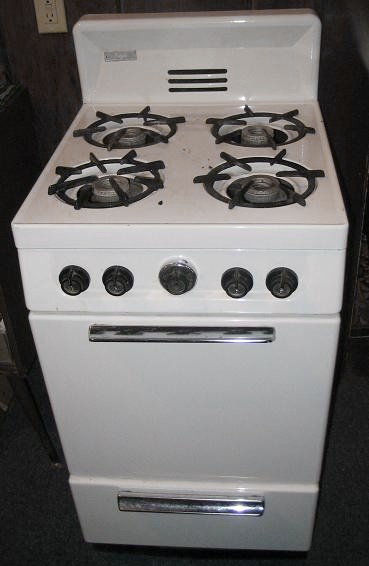
Bếp ga.

Bếp ga là loại bếp sử dụng khí thiên nhiên, propan, butan, khí hóa lỏng hoặc khí dễ cháy khác làm nguồn nhiên liệu.

## Lịch sử
Năm 1820,  Zachaus Winzler bắt đầu phát triển những chiếc bếp ga đầu tiên, nhưng cuối cùng nó lại bị bỏ dở. James Sharp được cấp bằng sáng chế bếp gas ở Northampton, Anh vào năm 1826 và mở một nhà máy sản xuất bếp ga năm 1836. Tại hội chợ thế giới ở London vào năm 1851, một bếp ga đã được giới thiệu, nhưng mãi tới những năm 1880 công nghệ này mới bắt đầu trở thành một sản phẩm thương mại. Nguyên nhân chính cho sự chậm trễ này là do sự phát triển chậm chạp của hệ thống đường ống dẫn khí.
Những chiếc bếp ga thế hệ đầu khá khó để sử dụng, nhưng ngay sau khi lò nướng được tích hợp vào các thân bếp và giảm kích thước để phù hợp hơn với các đồ nội thất khác của bếp. Trong những năm 1910, các nhà sản xuất bắt đầu tráng men bề mặt cho bếp gas để dễ dàng lau chùi hơn. Một bếp ga cao cấp mang tên bếp AGA được phát minh vào năm 1922 bởi Gustaf Dalén, người đã giành được giải thưởng Nobel ở Thụy Điển.
Từ đó về sau, bếp ga liên tục được cải tiến về các mặt như tiện nghi, thẩm mỹ, tính năng,...